# 吴文炳
吴文炳（日语：／，1890年5月3日—1981年11月18日），日本经济学家，慶應義塾大學经济学博士。日本大学第四任校长，貴族院议员。广岛县吴市名誉市民。

## 经历
1890年出生于东京市麴町區，是统计学家吴文聪第四子。1913年毕业于庆应义塾大学，之后去美国芝加哥大学和哥伦比亚大学留学。
回到日本后，他加入了19277年成立的三菱信托公司，工作同时他也是立教大学的教授，并在法政大学和专修大学讲习信托业务。在1935年成为东京帝国大学经济系的讲师，1939年转至日本大学成为商业经济学院的教授，1946年被任命为日本大学第四任校长。 1946年至1947年，任貴族院议员，直到贵族院被废止。
1958年，自日本大学校长退任，改为名义上的总裁职位。1975年成为广岛县吴市的首位名誉市民。1980年他将自己收藏的与江之岛相关的浮世捐赠给藤泽市，以纪念市政府成立40周年，这些藏品成为了2016年成立的藤泽浮世绘博物馆的重要部分。他于1981年逝世，享年91岁。

## 荣誉
- 瑞寶大綬章（1965年11月） [4]

## 著作
- 『投資信託の研究 米国信託業十二講』（久我書房）
- 『経済問題としての信託』（叢文閣）
- 『金融論』（巌松堂書店）
- 『銀行論』（日本評論社）
- 『信託金融論 現代金融経済全集第二十二巻』（改造社）
- 『経済学全集 第三十七巻 商業学 上』（改造社）
- 『呉文聰統計学論文選集』（日本経営史研究所）
- 『江戸社会史』（啓明社）
- 『日本演劇の起源』（啓明社）
- 『国書聚影』（理想社）
- 『呉文炳蒐集手蹟目録』（理想社）
- 『江の島錦絵集成』（理想社）
- 『随筆むらさきぐさ』（理想社）
- 『余沫集』（演劇出版社）
- 『定家珠芳』（理想社）